# チャールズ・エルフィンストーン (第10代エルフィンストーン卿)
第10代エルフィンストーン卿チャールズ・エルフィンストーン（英語: Charles Elphinstone, 10th Lord Elphinstone、1711年8月6日 – 1781年4月6日）は、スコットランド貴族。

## 生涯
第9代エルフィンストーン卿チャールズ・エルフィンストーンとエリザベス・プリムローズ（Elizabeth Primrose、1680年12月18日 – 1738年2月16日、第2代準男爵サー・ウィリアム・プリムローズの娘）の四男として、1711年8月6日にエルフィンストーンで生まれた。
1735年10月14日、クレメンティナ・フレミング（Clementina Fleming、1719年 – 1799年1月1日、第6代ウィッグトン伯爵ジョン・フレミングの娘）と結婚、7男5女をもうけた。1778年5月28日に第10代マーシャル伯爵ジョージ・キースが死去すると、クレメンティナはキース家の相続人になった。
- ジョン（1737年 – 1794年） - 第11代エルフィンストーン卿、子供あり
- チャールズ（1739年4月29日 – 1758年4月13日） - 戦列艦プリンス・ジョージ（英語版）の炎上事故で死亡
- ウィリアム（英語版）（1740年 – 1834年） - イギリス東インド会社総裁。第15代エルフィンストーン卿（英語版）の祖父
- メアリー（1741年9月19日 – 1825年5月8日）
- エリザベス（1742年9月24日生） - 早世
- ロックハート（Lockhart、1743年11月26日 – 1748年8月24日）
- ジョージ・キース（1746年 – 1823年） - 海軍軍人、初代キース子爵
- エレノア（1747年5月13日 – 1800年2月14日） - 1777年5月7日、ウィリアム・アダム（William Adam）と結婚、子供あり
- プリムローズ（1748年6月12日 – 1802年1月18日）
- クレメンティナ（1749年8月28日 – 1822年8月31日） - 1785年3月31日、ジェームズ・ドラモンド（後の初代パース男爵）と結婚、子供あり
- マルコム（1752年生） - 早世
- ヒュー（1755年生） - 早世

1757年2月20日に父が死去すると、エルフィンストーン卿の爵位を継承した。
1781年4月6日にエディンバラで死去、長男ジョンが爵位を継承した。